# Jeppe Fransson
Jeppe Rohde Fransson (født 23. august 1988) er en dansk socialrådgiver og fra 1. januar 2021 medlem af regionsrådet i Region Sjælland.
Jeppe Fransson har en kandidatgrad i Socialt Arbejde fra Aalborg Universitet, København og er tidligere politisk landsnæstformand for Radikal Ungdom. I en kort periode var Jeppe Fransson ansat som projektkoordinator for Europabevægelsen i Danmark. En stilling han forlod ved udgangen i 2017 for at vende tilbage til at arbejde som socialrådgiver. I august 2022 blev Jeppe Fransson ansat som politisk konsulent i Danske Handicaporganisationer. 
Jeppe Fransson startede sin politiske karriere ved at blive valgt til formand for Radikal Ungdom i Roskilde. Senere blev han medlem af Radikal Ungdoms integrations- og udlændingeudvalg og blev i 2013 valgt til ordfører for integration og udlændinge. I 2015 afløste han Jens Wallberg som politisk landsnæstformand for Radikal Ungdom. 
Jeppe Fransson blev på Radikale Venstres landsmøde i 2017 valgt til hovedbestyrelsen. Han har også siddet i den lokale partibestyrelse i Roskilde Kommune over to perioder. Først fra 2008 til 2014 og fra 2016 til 2022. Fra 2021 har Jeppe Fransson siddet i radikales forretningsudvalg. 
Af politiske resultater kan det nævnes, at Jeppe Fransson ved kommunalvalget i 2013 sprængte den radikale liste, men opnåede ikke valg til byrådet i Roskilde Kommune. Mediekommentatoren Benjamin Rud Elberth, roste dengang Jeppe Franssons valgkamp og forudså, at han ville sprænge listen.
Jeppe Fransson fik ved kommunalvalget i 2017 i Roskilde Kommune 203 personlige stemmer og blev dermed partis førstesuppleant, da partiet kun opnåede et mandat til kommunalbestyrelsen.
Til kommunal- og regionsrådsvalget i 2021 fik Jeppe Fransson tredjeflest stemmer på den radikale liste i Roskilde Kommune med 281 personlige stemmer. Til regionsrådsvalget opnåede han valg til regionsrådet i Region Sjælland med 1.165 personlige stemmer - heraf 896 af dem i Roskilde.